# Júlia Cot
Júlia Cot   (Mataró, 1984) és una guionista catalana. Llicenciada en comunicació audiovisual per la Universitat Pompeu Fabra, exerceix de guionista per a la productora Minoria Absoluta i és cofundadora de l'agència de guions 12 Monos. Va fer les pràctiques de final de carrera a la productora El Terrat, on va poder treballar. Ha estat guionistes de programes com A pelo (La Sexta) i Polònia (TV3). El 2014 va publicar Tria la teva crisi (Columna), amb Jordi López.